# 利文斯頓縣 (伊利諾伊州)
利文斯頓縣（英語：Livingston County）是美国伊利诺伊州東北部的一個縣，面積2,708平方公里。根據2020年美國人口普查，共有人口39,678人。縣治龐蒂亞克（Pontiac）。該縣成立於1837年2月27日，縣名安德魯·傑克遜總統任命的美国国务卿愛德華·利文斯頓（Edward Livingston）。